# Edvardovo jezero
Edvardovo jezero (lokalno Rwitanzigye ali Rweru) je eno izmed manjših afriških Velikih jezer. Je v Albertovem tektonskem jarku, zahodni veji Velikega tektonskega jarka, na meji med Demokratično republiko Kongo (DRK) in Ugando, s svojo severno obalo nekaj kilometrov južno od ekvatorja.

## Zgodovina
Valižanski raziskovalec Henry Morton Stanley je jezero prvič videl leta 1888 med odpravo pomoči Emina Paše. Jezero je dobilo ime v čast Albertu Edwardu, valižanskemu princu, sinu takratne britanske monarhinje kraljice Viktorije, ki je kasneje postal kralj Edvard VII. Britanski
Leta 1973 sta ga Uganda in Zair (DRK) preimenovala v jezero Idi Amin po ugandskem diktatorju Idiju Aminu. Po njegovem strmoglavljenju leta 1979 je dobil svoje prejšnje ime.
Leta 2014 je bilo jezero središče naftnega spora. SOCO International je vstopil v prostore narodnega parka Virunga, kjer je jezero, da bi iskali nafto. Vendar pa so bili vaščani in delavci, ki so poskušali naftni družbi preprečiti vstop na območje, pretepeni in celo ugrabljeni ter mučeni. Upoštevani so bili načrti za preoblikovanje meja Virunge in izključitev jezera. Ker pa je park svetovna dediščina in je jezero del tega, so takšni načrti seveda v nasprotju s Konvencijo o svetovni dediščini.

### Geografija
Edvardovo jezero leži na nadmorski višini 920 metrov, je dolgo 77 kilometrov in široko 40 kilometrov na največjih točkah in pokriva skupno površino 2325 kvadratnih kilometrov, zaradi česar je 15. največje na celini. Jezero napajajo reke Nyamugasani, Ishashaa, Rutshuru, Ntungwe in Rwindi. Jezero George na severovzhodu se vanj izliva preko kanala Kazinga. Edvardovo jezero se izliva proti severu preko reke Semliki v Albertovo jezero.
Zahodno pobočje Velikega tektonskega jarka se dviga do 2000 metrov nad zahodno obalo jezera. Južna in vzhodna obala sta planoti lave. Gorovje Ruvenzori je 20 kilometrov severno od jezera.

### Vulkanizem
Regija kaže veliko dokazov o vulkanski dejavnosti v zadnjih 5000 letih. Vulkanski polji Katwe-Kikorongo in Bunyaruguru z obsežnimi stožci in kraterji ležita na obeh straneh kanala Kazinga na severozahodni obali jezera. Domneva se, da sta bili jezeri George in Edvardovo združeni kot eno večje jezero, vendar je lava iz teh polj pritekla in ju razdelila, tako da je ostal le kanal Kazinga kot ostanek pretekle zveze. Na jugu leži toplotno aktivni vulkan May-ya-Moto, ki je oddaljen 30 kilometrov, vulkan Nyamuragira v zahodnem gorovju Virunga pa leži 80 kilometrov južno, vendar so njegovi tokovi lave v preteklosti dosegli jezero.
Polje Katwe-Kikorongo ima na desetine velikih kraterjev in stožcev, ki pokrivajo območje 30 kilometrov krat 15 kilometrov med Edvardovim in jezerom George ter vključuje sedem kraterskih jezer. Največje med njimi, 2,5 kilometra dolgo jezero Katwe, zavzema krater s premerom 4 kilometre in ga od Edvardovega jezera loči le 300 metrov kopnega. Krater je globok približno 100 metrov, površina jezera Katwe pa je približno 40 metrov nižja od površine Edvardovega jezera. Zanimivo je, da vulkanski izvor tega območja jugovzhodno od Ruvenzorija ni bil znan, dokler o tem ni poročal G. F. Scott Elliot leta 1894. Stanley je leta 1889 obiskal jezero Katwe in opazil globoko depresijo, slanost jezera in izvir žveplene vode v bližini, vendar tega ni povezal z vulkanizmom.
Analize z visoko ločljivostjo elementarne sestave vsebnosti kalcita in biogenega silicijevega dioksida (BSi) v jedrih iz Edvardovega jezera, dokumentirajo zapletene interakcije med spremenljivostjo podnebja in geokemijo jezer v zadnjih 5400 letih.
Podobno veliko polje Bunyaruguru na drugi strani kanala Kazinga vsebuje približno 30 kraterskih jezer, od katerih so nekatera večja od Katwe.

### Naselja
Edvardovo jezero v celoti leži znotraj narodnega parka Virunga (Kongo) in narodnega parka kraljice Elizabete (Uganda) in nima obsežnih človeških bivališč na svojih obalah, razen v Ishangu (DRK) na severu, kjer je center za usposabljanje čuvajev parka. Približno dve tretjini njenih voda sta v DR Kongo in ena tretjina v Ugandi. Poleg Ishanga je glavno kongovsko naselje na jugu Vitshumbi, medtem ko sta ugandski naselji Mweya in Katwe na severovzhodu, blizu istoimenskega kraterskega jezera, ki je glavni proizvajalec soli za Ugando. Najbližji mesti sta Kasese v Ugandi na severovzhodu in Butembo v DR Kongo na severozahodu, ki sta približno 50 kilometrov oziroma 150 kilometrov oddaljeni po cesti.

## Ekologija
Edvardovo jezero je dom številnim vrstam rib, vključno s populacijami Bagrus docmak, Oreochromis niloticus, Oreochromis leucostictus in več kot 50 vrstami Haplochromis in drugimi vrstami haplokromina, od katerih je samo 25 uradno opisanih. Ribolov je pomembna dejavnost lokalnih prebivalcev. Favna, ki živi na bregovih jezera – vključno s šimpanzi, sloni, krokodili in levi – je zaščitena v narodnih parkih. Območje je tudi dom številnim trajnicam in vrstam ptic selivk.

### Upad povodnih konjev in tilapije
V 1970-ih je bilo v Edvardovem jezeru okoli 29.000 povodnih konjev. Toda zaradi porasta krivolova v preteklih letih je populacija upadla za 95 %, tako da je do konca leta 2006 populacija padla na le nekaj sto. Kopenski popis je bil izveden leta 2019 in ocenjuje, da je populacija zdaj 1500 posameznikov. Povodnega konja pogosto lovijo zaradi velike količine mesa in slonovine, ki jo najdemo v njegovih zobeh. Zaradi visokih cen divji lovci nenehno lovijo te živali, kar negativno vpliva ne le na populacijo povodnega konja, temveč tudi na ekosistem jezera in lokalne ribiče, katerih preživetje je odvisno od jezera.
Populacija povodnega konja je izjemno pomembna za ekosistem Edvardovega jezera, ker je ključna vrsta. Povodni konji proizvajajo gnoj, s katerim se hranijo tilapija, nekoč bogata vrsta rib v jezeru. En povodni konj bi lahko proizvedel okoli 25 kilogramov gnoja na dan, kar bi lahko nahranilo na tisoče tilapij v ekosistemu. Z upadanjem populacije povodnega konja zaradi krivolova je začela izginjati tudi hrana, ki jo dajejo ribam tilapijam. To je povzročilo izjemen upad populacije tilapij, saj vse manjša populacija povodnih konjev ne more vzdrževati enake količine ribjih vrst tilapij kot prej, kar povzroča vedno večji problem tudi za ribiče v vaseh, ki obkrožajo jezero.
Vendar pa upadajoče populacije povodnih konjev niso edina grožnja za tilapijo v jezeru. Zaradi zmanjšanja populacije tilapije so območja drstitve in ribolov rib ribičem prepovedana. Toda nekatere uporniške skupine, pa tudi roparji ali nezakoniti ribiči poskušajo svojo srečo na teh območjih, kar pogosto povzroča še več težav, ko poskušajo ohraniti in povečati populacijo tilapije. Zaradi tega trpijo številne vasi okoli, pa tudi ekosistem Edvardovega jezera.

## Bitka na Edvardovem jezeru 2018
6. julija 2018 je prišlo do pomorskega spopada med dvema državama Ugando in Demokratično republiko Kongo na Edvardovem jezeru. Ta spopad se je začel, ko so bila plovila kongovske mornarice poslana, da raziščejo poročila o ugandski mornarici, ki je prijela več kongovskih ribiških ladij in civilistov. V tem spopadu je ena oseba umrla, trije pa so bili ranjeni.
Prva poročila lokalnih kongovskih uradnikov trdijo, da je bilo v spopadu ubitih sedem ljudi, vendar tega ni podprla nobena nacionalna vlada. 9. julija je uradnik Severnega Kivuja Muhindo Kyakwa trdil, da je bilo v spopadih ubitih dvanajst kongovskih ribičev.